# キバシリ属
キバシリ属（キバシリぞく、学名  Certhia）は、鳥類スズメ目キバシリ科の1属である。
世界中に分布する。

## 系統と分類
ホシキバシリ属 Salpornis（ホシキバシリのみ）と共にキバシリ科を構成する。ただしホシキバシリの系統位置については論争がある。
Sibley分類ではキバシリ科キバシリ亜科（キバシリ科に相当）キバシリ族 Certhiini の唯一の属で、ホシキバシリ族（ホシキバシリのみ）と姉妹群だとされていた。

## 種
9種が属す。日本にはキバシリのみが生息する。
- Certhia familiaris, Eurasian Treecreeper, キバシリ
- Certhia hodgsoni, Hodgson’s Treecreeper （C. familiaris から分離）
- Certhia americana, Brown Creeper, アメリカキバシリ
- Certhia brachydactyla, Short‐toed Treecreeper, タンシキバシリ
- Certhia himalayana, Bar‐tailed Treecreeper, ヒマラヤキバシリ
- Certhia nipalensis, Rusty‐flanked Treecreeper, ワキアカキバシリ
- Certhia discolor, Brown-throated Treecreeper, チャバラキバシリ
- Certhia manipurensis, Hume’s Treecreeper （C. discolor から分離; 旧英名 Manipur Treecreeper）
- Certhia tianquanensis, Sichuan Treecreeper